# Фрэй (комиксы)
«Фрэй» (англ. Fray) — серия комиксов из 8 выпусков, представляющий собой футуристический спин-офф сериала «Баффи — истребительница вампиров», рассказывающий об истребительнице по имени Мэлака Фрэй, избранной будущего, где вампиры называются «лурками», а разделение между нищими и богачами ещё сильнее — девушка возвращается на руины Нью-Йорка, чтобы противостоять силам Зла. Сценаристом выступил создатель вселенной Баффи, Джосс Уидон. Первый том был нарисован Карлом Молином (Karl Moline) и Энди Оуэнсом (Andy Owens).
Издательство Dark Horse Comics начало выпускать серию в 2001 году, с перерывом между 6 и двумя последними выпусками в связи с тем, что Молин был занят работой над хоррор-комиксом Route 666 для издательства CrossGen Comics. Когда серию отменили в августе 2003 года, издательство выпустило версию всех 8 выпусков в твёрдой обложке, а в промовидео для благотворительной кампании, Уидон заявил, что история Фрэй ещё не закончена, а на комикс-конвенции Comic Con Уидон сказал, что это не будет однозначное возвращение во вселенную будущего, но читатели ещё встретятся с Фрэй. Героиня появляется в главной роли в одном из выпусков 8-го сезона «Баффи — истребительницы вампиров».
Серия во многом является продолжателем традиций 7-го и 8-го (в виде комиксов) сезонов шоу и расширяет вселенную сериала — Баффи исследует истоки своей мистической силы, приподнимая завесу тайны над сутью истребительниц.

## Персонажи
- Мэлака «Мэл» Фрэй (англ. Melaka «Mel» Fray) — девятнадцатилетняя Истребительница, бродяжка и воровка. Из-за связи с братом-близнецом Хартом, обращённым в вампира, к ней не приходят видения прошлых Истребительниц, которые теперь посещают Харта.
- Харт Фрэй (Harth Fray) — брат-близнец Мэл, на которого напал вампир, когда то совершал кражу вместе с сестрой. Чтобы выжить, Харт выпил кровь вампира и обратился. Кроме того, ранее у Истребительница никогда не было брата или сестры близнеца, тем более вампира. В итоге, все знания и видения прошлых Истребительниц приходят Харту, а не Мэлаке. Это позволило Харту возглавить вампиров.
- Эйрин Фрэй (Erin Fray) — старшая сестра Мэл. Работает в полиции, долгое время винила Мэлаку в гибели брата. Но после битвы с их братом, обращённым в вампира, сёстры помирились.
- Арконн (Urkonn) — демон, тренировавший Мэлаку в качестве её Наблюдателя. Предаёт девушку, убив Лу. Узнав от брата о предательстве Арконна, Фрэй убивает его.
- Лу (Loo) — подруга Мэл, девушка-мутантка, убитая Арконном, чтобы создать конфликт между Мэлакой и её братом.
- Икар (Icarus) — вампир, убивший Харта четыре года назад. Его убила Эйрин прямо перед большим сражением.